# Aristidis Moraitinis

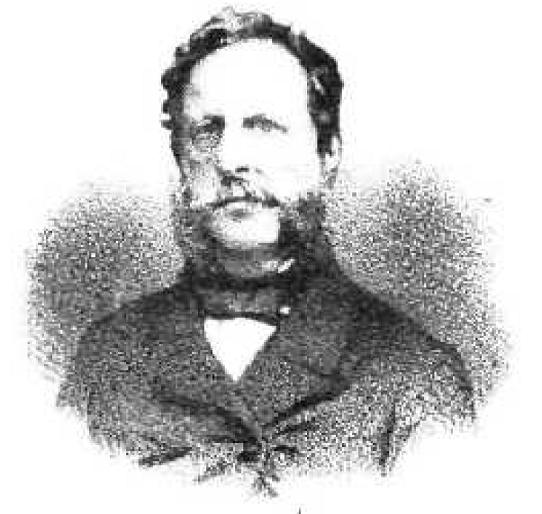
Aristidis Moraitinis (1806-1875)

Aristidis Moraitinis (Grieks: Αριστειδης Μοραϊτινης) (Smyrna, 1806 – Athene, 1875) was een Grieks politicus en twee keer premier van Griekenland.
Hij was lid van de Russische Partij. In 1863 was hij enkele weken premier in de periode na dat koning Otto afgezet werd en voor dat koning George I de Griekse troon besteeg.
In 1868 was hij nog eens voor de tweede keer premier van Griekenland.